# Baronía de Llaurí
La baronía de Llaurí es un título nobiliario español creado el 21 de febrero de 1863 por la reina Isabel II a favor de José Pedro Vich (antes Manglano y Ruiz), hijo de los propietarios de la "baronía de Llaurí", antiguo señorío jurisdiccional de su casa.
Su denominación hace referencia al municipio de Llaurí.

## Barones de Llaurí
|                        | Titular                              | Periodo                |
| Creación por Isabel II | Creación por Isabel II               | Creación por Isabel II |
| ---------------------- | ------------------------------------ | ---------------------- |
| i                      | José Pedro Manglano y Ruiz           | 1869-?                 |
| ii                     | Luis Manglano y Palencia             | ?-1943                 |
| iii                    | Joaquín Manglano y Cucaló de Montull | 1943-1962              |
| iv                     | Joaquín Manglano y Baldoví           | 1985-2011              |
| v                      | Verónica Manglano y Puig             | 2012-actual titular    |

## Historia de los Barones de Llaurí
- José Pedro Manglano y Ruiz, i barón de Llaurí.

1. Casó con Julia Palencia y Roca. Le sucedió su hijo:

- Luis Manglano y Palencia, ii barón de Llaurí.

1. Casó con María Josefa Cucaló de Montull, baronesa de Cárcer, Terrateig, Almiserat, etc. Le sucedió su hijo:

- Joaquín Manglano y Cucaló de Montull (1892-1985), iv barón de Beniomer, iii barón de Llaurí, G.E. xv barón de Cárcer.

1. Casó con María Baldoví y Miquel. Le sucedió su hijo primogénito:

- Joaquín Manglano y Baldoví (1923-2011) v barón de Beniomer, iv barón de Llaurí, G.E., conde de Burgo de Lavezaro, barón de Vallvert, barón de Alcalalí y San Juan de Mosquera (hermano del iii barón).

1. Casó con María del Dulce Nombre de Puig y de Fontcuberta, sucedió por distribución la hija primogénita de ambos:

- Verónica Manglano y Puig (n. en 1962), v baronesa de Llaurí G.E.

1. Casó con el Excmo. Sr. D. Alfonso García-Menacho y Osset, del iii marqués de Santa Marina.